# Cayratia ridleyi
Cayratia ridleyi är en vinväxtart som beskrevs av Karl Suessenguth. Cayratia ridleyi ingår i släktet Cayratia och familjen vinväxter. Inga underarter finns listade i Catalogue of Life.